# Attaque d'un commissariat de police parisien de janvier 2016
Le 7 janvier 2016 à Paris, un homme portant une fausse ceinture d'explosifs se présente devant le commissariat de la Goutte d'or et attaque des policiers avec un couperet à viande en criant « Allahu Akbar !» Il est abattu par des policiers lorsqu'il n'a pas obéi aux sommations,,.
La tentative d'attentat a lieu le jour du premier anniversaire de la fusillade de Charlie Hebdo en 2015,.

## Déroulement
L'attentat manqué s'est produit dans le quartier de la Goutte-d'Or où la population est majoritairement d'origine maghrébine et subsaharienne. Belgacem a crié "Allahu Akbar" et a sorti un couperet à viande alors qu'il s'approchait d'un gardien du poste de police local. Il a été abattu lorsqu'il a ignoré les sommations de s'arrêter. Sa poche contenait une déclaration écrite décousue qui comprenait un dessin d'un drapeau de l'État islamique et un serment d'allégeance au califat.
Le porte-parole du ministère français de l'Intérieur, Pierre-Henry Brandet, a déclaré que le jour de l'attaque, "un homme a tenté d'attaquer un policier à l'accueil du commissariat avant d'être touché par des tirs de la police". Une équipe de déminage a nettoyé le site, déterminant que le gilet explosif que l'attaquant portait était un faux. La nouvelle de la tentative d'attentat est intervenue après que le président François Hollande a adressé ses vœux de nouvel an à la police et aux gendarmes français et a appelé à une plus grande coopération entre les services de sécurité.

## Auteur
Tarek Belgacem est identifié par la police de Rhénanie du Nord-Westphalie comme étant l'agresseur. Il est d'origine tunisienne et a migré vers l'Union européenne via la Roumanie en 2011,. Au départ, on savait que Belgacem avait utilisé au moins sept alias. Il a été déterminé plus tard qu'il avait un total de 20 identités dans sept pays,. Il se faisait passer pour un demandeur d'asile originaire d'Irak ou de Syrie  et vivait dans un centre pour demandeurs d'asile à Recklinghausen, en Allemagne, depuis août 2015. Le 11 janvier, il a été signalé que le suspect avait fait surface en Allemagne en 2013 après avoir vécu en France pendant cinq ans. La police a trouvé une banderole en arabe indiquant « L'État islamique pour toujours » sur le mur d'une cuisine commune du centre. Sur les lieux de l'attentat, des policiers parisiens ont trouvé « un morceau de papier sur le corps de l'homme portant la profession de foi musulmane, un dessin du drapeau de l'État islamique d'Irak et du Levant (EIIL) et un serment d'allégeance à l'extrémisme chef du groupe, Abou Bakr al-Baghdadi ». Le suspect portait également un téléphone portable avec une carte SIM allemande.
Belgacem s'est fait remarquer au centre d'asile, où il vivait pour de fausses raisons, en dessinant le drapeau noir de l'État islamique sur le mur et en se prenant en photo avec le drapeau. Il vivait dans le centre d'asile depuis août 2015 sous le nom de Walid Salihi, l'un de ses 20 pseudonymes, et le nom sous lequel il a demandé l'asile dans des pays comme l'Autriche, l'Italie, le Luxembourg, la Suisse, l'Allemagne, la Suède et la Roumanie.

## Conséquences
La tentative d'attaque a attiré l'attention des médias, en particulier en Allemagne, en raison de la police de Rhénanie du Nord-Westphalie qui a mené plusieurs raids dans des résidences de réfugiés dans tout l'État à la suite de l'attaque, ainsi que des centaines d'agressions sexuelles et de vols qui ont eu lieu dans tout le pays la veille du Nouvel An. Le 22 janvier, la résidence de Recklinghausen, où vivait Belgacem avant l'attentat, a été perquisitionnée par la police. La police a tenté en vain de trouver des preuves impliquant Belgacem en tant que membre d'une cellule terroriste. Bien que l'attaque ait échoué, elle a démontré un lien entre l'afflux de migrants et le terrorisme,,, et que les demandeurs d'asile ayant des intentions criminelles ou terroristes peuvent entrer en Europe sans problème et y circuler librement. Comme les incidents de Cologne, l'affaire Belgacem devait également intensifier les discussions sur le traitement des demandeurs d'asile criminels.
Certains politiciens allemands et organisations nationales telles que Deutscher Städte- und Gemeindebund ( Association allemande des villes et municipalités ) ont exigé une meilleure identification et un enregistrement unique des réfugiés afin de réprimer les immigrés vivant sous des identités multiples ou fausses comme l'a fait Belgacem. Uwe Jacob, directeur de la police du Land allemand de Rhénanie-du-Nord-Westphalie, a appelé à une meilleure coordination entre la police de l'UE dans le suivi des demandeurs d'asile et la prévention d'attaques similaires à l'avenir. L'inquiétude du président du Bundesamt für Verfassungsschutz (Office fédéral pour la protection de la Constitution), Hans-Georg Maaßen, que des terroristes se soient mêlés aux réfugiés s'est à nouveau avérée le 4 février, lors de nouvelles descentes de police dans des résidences de réfugiés, entre autres à Attendorn. Dans l'une de ces résidences pour réfugiés, un terroriste présumé de l'EIIL de 35 ans originaire d'Algérie a été arrêté, qui aurait planifié un attentat terroriste à Berlin, qui a été comparé à l'affaire Recklinghausen parce que les deux auteurs ont utilisé plusieurs identités. La police allemande a également enquêté sur 19 cas similaires en février 2016.
À la lumière de l'attaque et d'une fusillade sur un policier américain le même jour, les agents du département de police de la ville de New York ont reçu l'ordre de « faire preuve d'une vigilance accrue » et de prendre des « mesures proactives ».
Des proches de Belgacem ont déposé une plainte devant un tribunal français alléguant que la police française avait fait un usage abusif de la force.